# Biosputnik
Biosputnik (rusky биоспутник) je ruské označení umělých družic země určených k biologickým výzkumům. V Sovětském svazu bylo v letech 1973–1992 vypuštěno jedenáct biosputniků řady Bion, které oficiálně se řadily mezi družice Kosmos. Program pokračuje, už pod názvem Bion, i v Rusku. 
Sedmá družice ze série biosputniků, nazvaná Kosmos 1514 (resp. Bion 6), startovala 14. prosince 1983 na oběžnou dráhu s perigeem 215 km, apogeem 260 km, sklonem 82,3 °, oběžnou dobou 89,3 min, s hmotností asi 5 700 kg. Na palubě měla pokusné opice (Abrek a Bion), krysy, ryby a jiné biologické objekty. Po 5 dnech družice přistála a biologické objekty byly podrobeny dalšímu výzkumu. Na realizaci experimentu se účastnili i odborníci z ČSSR, MLR, NDR, PLR, RSR, Francie a USA.
Americká NASA vypustila v letech 1966–1969 s analogickými úkoly tři družice programu Biosatellite.